# 유피테르
유피테르(Iuppiter 또는 Iupiter, 속격 Iovis), 주피터(Jupiter) 또는 요베(Jove)는 고대 로마의 종교와 로마 신화에서 하늘과 천둥의 남신이다. 유피테르는 공화정과 제정 시기를 거쳐 기독교가 로마 제국의 우세 종교가 될 때까지 로마 국교의 최고신이었다. 로마 신화에서 제2대 로마의 왕 누마 폼필리우스와 공물, 제물 같은 로마 종교의 원칙들을 세우는 걸 논의했다고 한다.
유피테르의 기원은 천공신으로 추정된다. 이는 벼락이 그의 상징이며 그의 상징으로 신성시된 동물이 독수리라는것에 그 근거를 둔다. 이 두 상징물은 발톱에 천둥을 쥐고 있는 독수리의 모습으로 혼합되어 유피테르를 상징했는데, 로마의 동전에도 종종 이 모습이 그려지곤 했다. 천공신으로서 그는 정의와 선치, 신뢰와 맹세에 대한 신성한 증인이었다. 유피테르를 기념하는 행사는 대부분 성채가 위치한 카피톨리노 언덕에서 열렸다. 마르스, 퀴리누스와 함께 초기 카피톨리움 3신의 최고 신이었고, 후기 카피톨리움 3신에서는 유노, 미네르바와 함께 로마의 수호신이었다. 상징하는 나무는 참나무였다.
로마인들은 유피테르를 그리스 남신 제우스와 동일하게 여겼고, 라틴 문학, 로마 미술, 신화, 도상학에서의 제우스는 유피테르라는 이름으로 각색되었다. 그리스의 영향을 받은 로마 전승에서는 넵투누스, 플루톤의 형제로 등장하는데 각각 포세이돈과 하데스에 대응되며 각각 하늘, 바다, 지하세계라는 3개의 왕국에 거주했다. 에트루리아 신화에서는 티니아가 대응된다고 여겨진다.

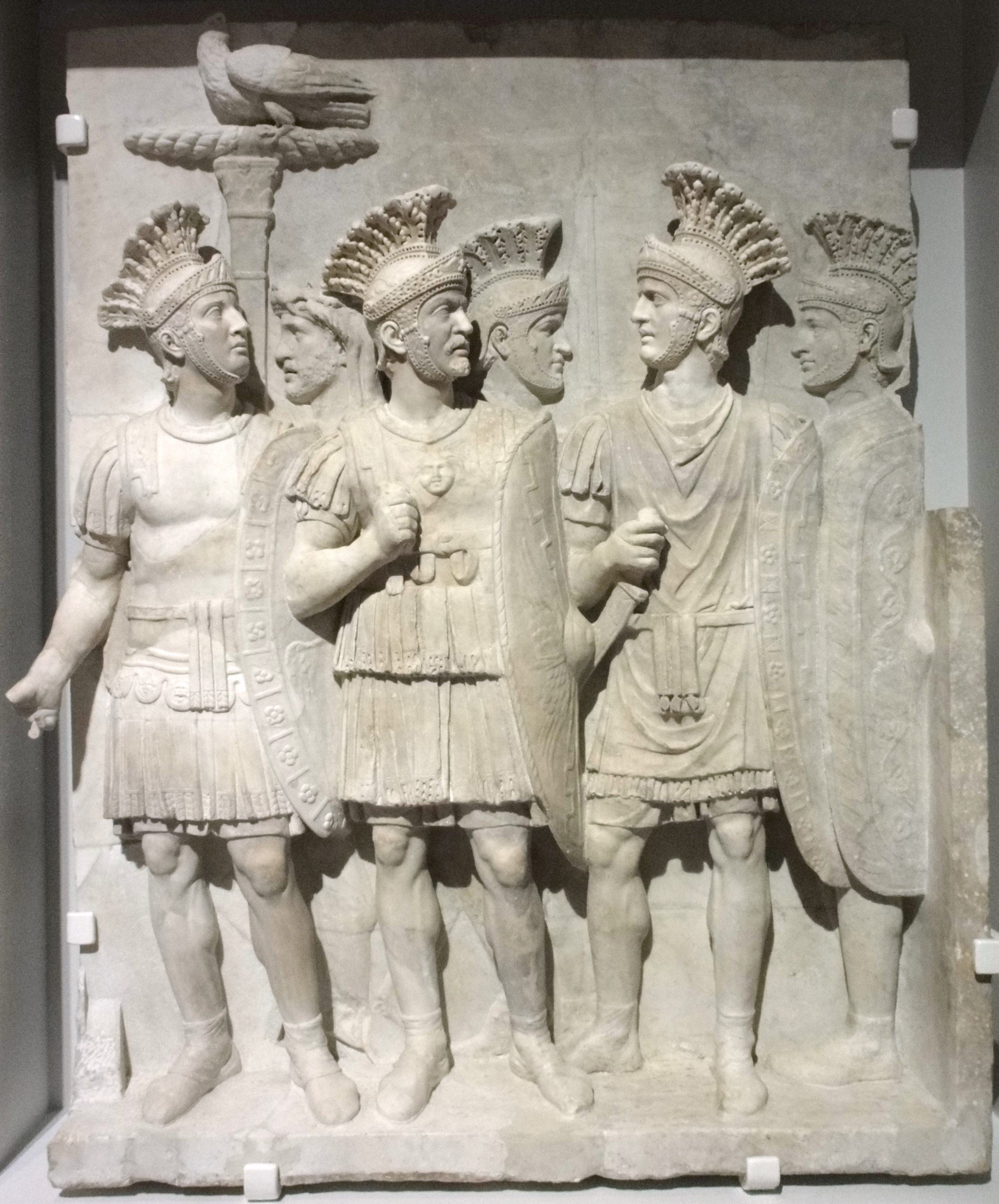
개선문의 장식 조각 : 황제의 경호원인 친위대 부조에서 벼락을 쥐고 있는 독수리의 모습이 나타나 있다.

## 로마에서의 역할
로마인들은 유피테르가 그들에게 우월성을 주었다고 믿었기 때문에 유피테르를 숭배하는 데 다른 민족들보다 열심이었다. 유피테르는 "쉬고 있는 신들과 로마와의 관계를 나타내는 새점의 원천"이었다. 유피테르는 로마의 고위 공직, 내부 조직, 대외 관계등의 신성한 권위에 대한 화신이었다. 공화정과 제정기 시절 유피테르 신전에서의 그의 모습은 로마의 옛 왕들과 고위 집정관, 황제 숭배 등과 관련된 리게일리어를 갖고 있었다.

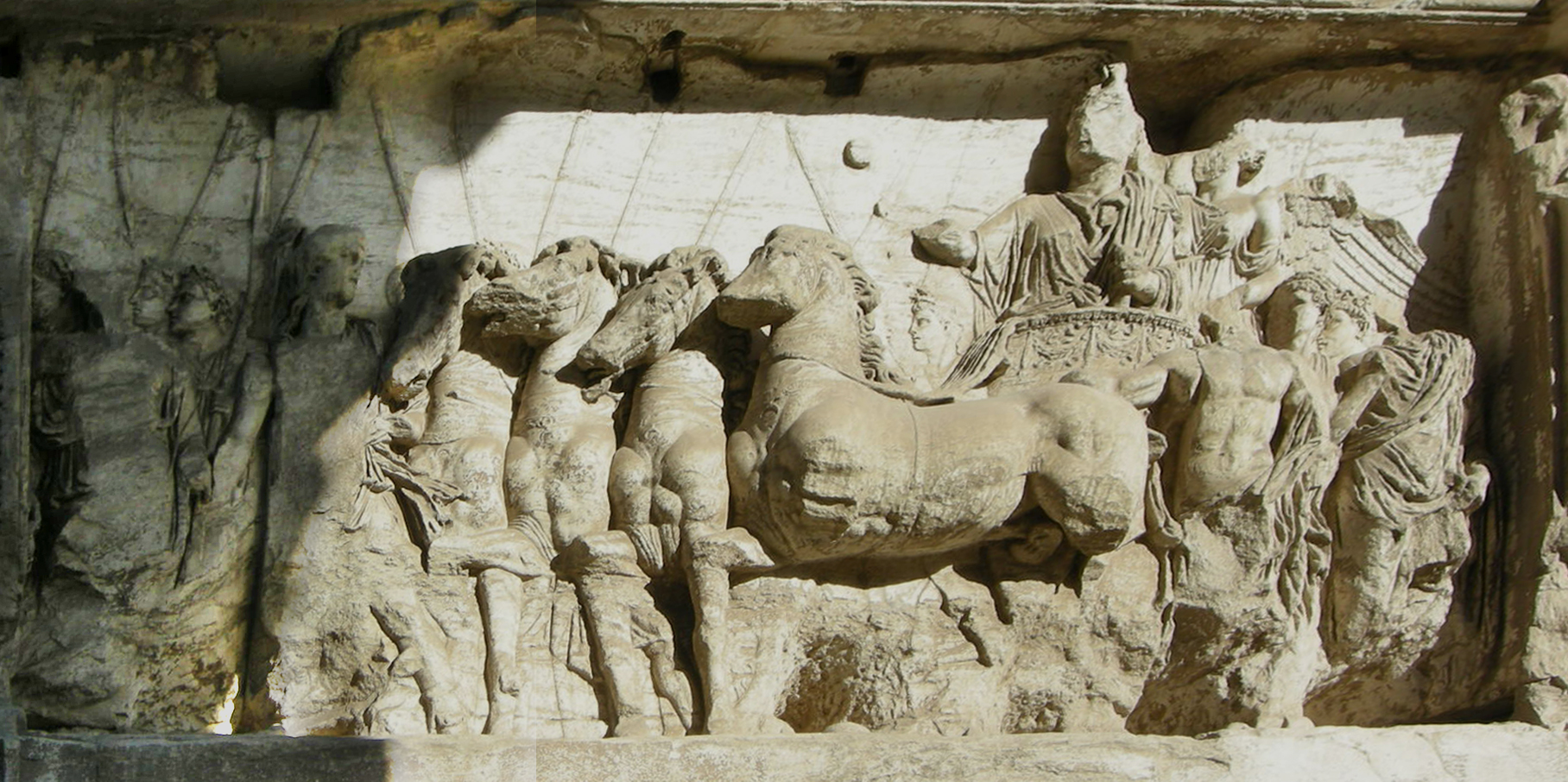
티투스 개선문의 4개의 바퀴가 달린 전차에 타고 있는 개선 장군

집정관들은 유피테르의 이름으로 그들의 지위에 대한 서약을 했고, 9월 유피테르 신전에서 열리는 연례 행사에서 그를 숭배했다. 유피테르의 도움에 대한 감사를 표하기 위하여 (또한 그의 지속적인 지원을 바라며), 집정관들은 금박을 입힌 뿔을 지닌 하얀 소를 그에게 제물로 바쳤다. 이와 비슷한 공물은 유피테르 신전에 있는 유피테르 조각상 발 밑에 승리의 징표들을 두고 간 개선 장군들이 하기도 했다. 일부 학자들은 개선 장군들이 개선식 행렬에서 유피테르를 상징하거나 흉내낸 것으로도 보고 있다.
유피테르에 대한 군주제, 주권의 연관성은 로마의 정부 체제가 바뀜에 따라 재해석되었다. 본래 로마는 왕들의 지배를 받았지만, 군주제가 무너지고 공화정이 세워지면서, 종교적 특권도 통치 귀족 가문들인 파트리키들에게 이전됐다. 군주제에 대한 향수(鄕愁), affectatio regni)는 반역 행위로 여겨졌다. 군주제에 대한 열망을 품는다는 혐의를 받으면, 어떠한 자리에 있든 간에 처벌되었다. 기원전 5세기 개선 장군 카밀루스는 유피테르가 몰고 다닌다고 여겨지던 4필의 흰색 말로 이뤄진 전차 (콰드리가)를 몰고 나서 추방을 당하였다. 침공해오는 갈리아인들에 맞서 유피테르 신전에서 방어전을 펼쳐 카피톨리누스라는 이름이 붙여진 마르쿠스 만리우스가 왕처럼 행세한다는 혐의를 받아, 반역 혐의로 타르페이아의 바위에서 던져지며 쳐형당하였다. 카피톨리누스 언덕에 있는 그의 저택은 완전히 파괴되었고, 어떤 귀족도 거기서 살도록 허락되어서는 안된다는 것이 칙령이 내려졌다. 카피톨리누스에 있는 유피테르 신전은 까다로운 위치에 세워졌다: 유피테르는 왕정 시기에서부터 지속된 왕가의 힘을 상징했고, 그에게 존경을 표한 정무관들에게 권력을 부여했다; 동시에 그는 당시 금지되고, 혐오받으며, 경멸받던 사상들을 포함하고 있었다.
계층 갈등 시기에 로마의 플레브스들은 정치, 종교 공직 자리를 요구하였다. 그들 최초의 농성 (총파업과 유사) 기간 동안에 그들은 로마에서 물러나 그들의 권리를 요구하며 위협을 하였다. 그들이 로마로 돌아오기로 동의할때, 그들은 로마 국가 공동체 (res publica)의 통합에 대한 상징과 보증인으로서 유피테르 신전이 있는 언덕으로 가서 언덕에 대고 맹세하였다. 플레브스들은 마침내 모든 정무관과 대부분의 사제직을 할 수 있게 되었지만, 유피테르의 고위 사제직은 파트리키들만의 것으로 남았다.

### 플라멘과 플라미니카 디알리스

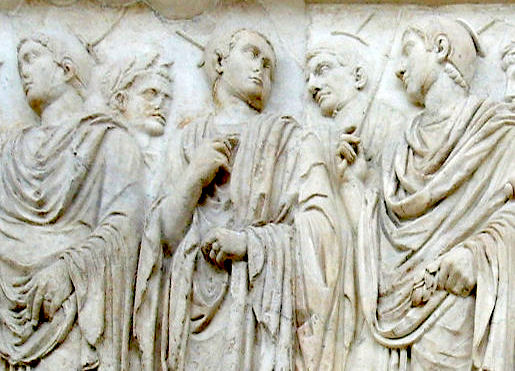
아우구스투스의 평화의 제단의 부조, 아펙스를 쓰고 있는 플라멘들을 보여주고 있다

유피테르는 로마의 공식 대중 종교에서 각자 특정한 신들을 모셔던 15개 사제들의 콜레기움의 고위 사제들인 플라멘들 중에서 파트리키들로 이뤄진 플라멘 디알리스들이 다루었다. 이 사제들의 아내인 플라미니카 디알리카스 (Flaminica Dialis)는 그들만의 의무를 갖고, 일주일에 한번 꼴로 비슷하게 열리는 "장날"인 눈디나이에 유피테르에게 숫양을 제물로 바쳤다. 이 부부는 유피테르에게 스펠트밀로 만든 빵을 제물로 바치는 귀족 계층들의 특권적인 의식인 콘파레아티오를 통한 혼인이 요구되었다.
플라멘 디알리스는 일부 독특한 금지된 규정들의 제한을 받았으며, 그 중 몇몇은 신의 절대적 본질을에 비춰지는 것이었다. 예를 들어, 유피테르의 플라멘들은 "천상의 신" 유피테르의 시야 아래에 있는 하늘에 그들의 나체 모습을 피하기 위해서, 지붕 아래에서 그들의 의복과 아펙스 (머리에 쓰는 모자)를 벗었을 것이다. 플라미니카들은 유피테를 달랠때까지 매시간 번개를 보거나 천둥 소리 (유피테르의 독특한 악기)를 들었고, 평범한 일상 생활을 하는 것이 금지되었다.
유피테르의 플라멘들의 일부 특권은 유피테르의 절대적 본질이 반영되었을 것이다: 이들은 크러슬 의자에 앉았고, 릭토르보다 의전이 앞선 유일한 사제 (사케르도스)이자 원로원 의원에 자리가 있었다. 다른 규정들은 의식상 순서성과 군사 업무로부터의 분리등에 관한 것이다; 이들은 말을 타거나 로마의 신성한 경계 (포메리움) 밖에 있는 로마 군대를 보는 것이 금지되었다. 성스러운 맹세를 상징하는 신을 섬김에도 불구하고, 이들은 맹세를 하는 것에 대해 종교적으로 허용되었다 (파스). 시체, 장례식, 장례용 불, 날고기등 어떤 죽은 것이나 죽음과 관련된 것들과 접촉해서도 안됐다. 이 일련의 제한들은 유피테르의 특징인 생명의 충만함과 절대적 자유를 반영한다.

### 아우구르
아우구레스 푸블리키 (augures publici), 아우구르들은 모든 창업식 행사에 참여한 사케르도스 무리이며, 아우구리아 (auguria)라고 알려진 의식 행위를 행했다. 이들은 로물루스에 의해 만들어졌다고 한다. 유피테르의 의지를 유일하게 해석하는 자들로 여겨지며, 로마인들이 국가 권위의 원천을 유피테르로 보았기에, 아우구르들은 로마 정부에 그들의 존재는 필수적이었다.

### 페티알
페티알들은 로마의 국제 문제에 대한 종교적 행정을 다루는 20명의 단체이다. 그들의 업무는 외국과 로마와의 관계에서 신들의 보호를 약속받는 복잡한 절차들인 페티알 법률 (ius fetiale)을 지키고 적용하는 것이었다. 유피테르 라피스는 그들의 행위를 보호해주는 신이며, 최고위 페티알 (pater patratus)은 강화 조약을 포함한 의식에 관여하였다. 선전 포고가 일어나면, 페티알들은 페티알 법률에서 잠재적 위반이 있었는지를 확인하려 천상과 지상, 지하의 신들인 유피테르와 퀴리누스들을 찾아갔다. 이들은 33일 이내에 선전포고가 가능했다.
페티알들의 조치는 선의의 전능한 수호자인 유피테르의 권한에 해당했다. 페티알 지위의 일부 상징들은 유피테르가 존재했다. 규석은 페티알 의식에 사용된 돌로, 그들의 성소인 유피테르 페레트리우스 신전에 위치했다. 가끔식은 버베나로 확인됐던 성스러운 허브 (sagmina)는 그들의 의식 용도로 사용하기 위해 인근 성채 (아르크스)에서 채취됐다.

### 플레브스들의 철수에서 유피테르와 종교

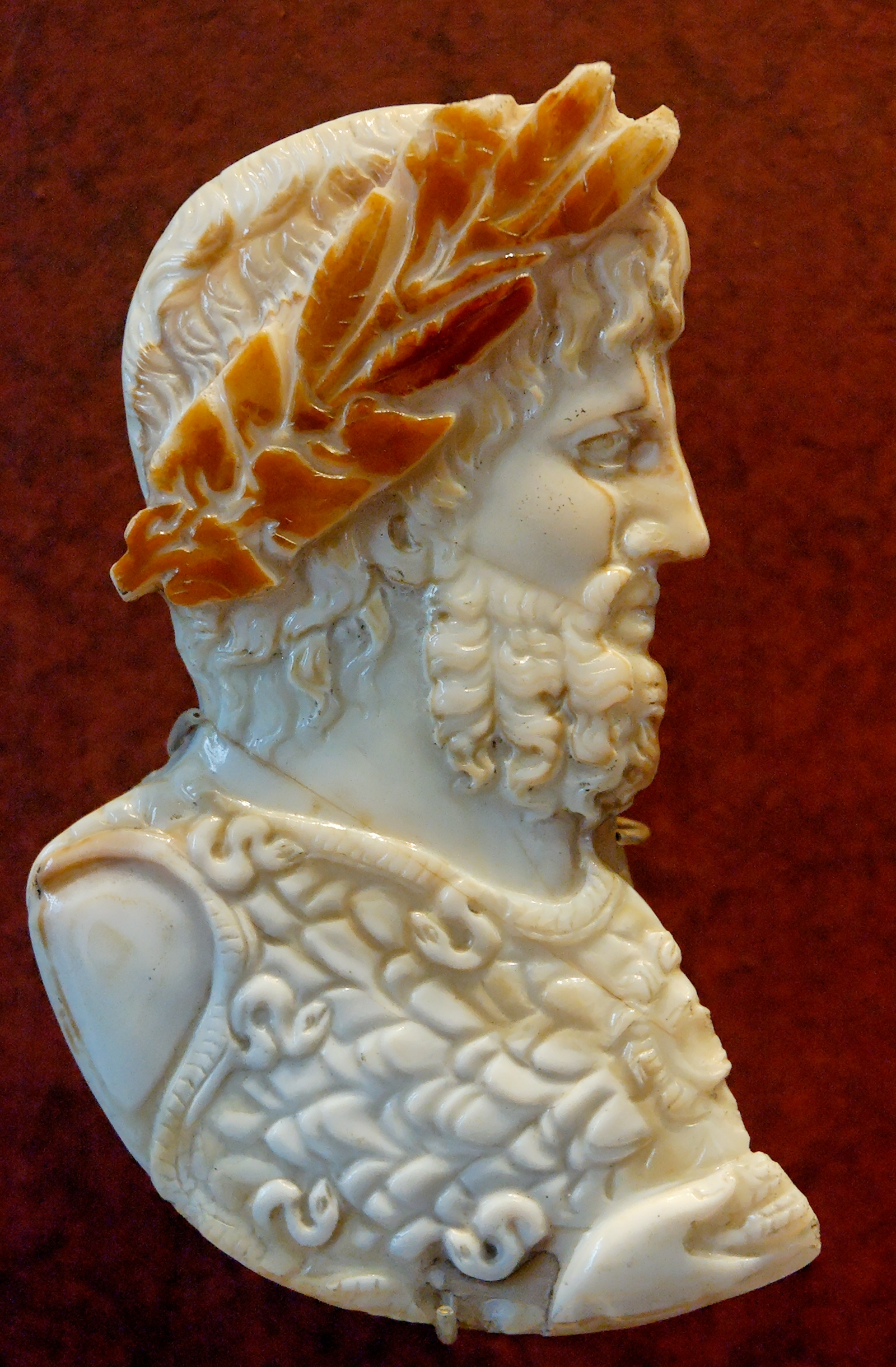
월계수, 담쟁이덩굴로 된 왕관을 쓰고 있는 유피테르. 사도닉스 카메오 (루브르 박물관)

계층 갈등에서 유피테르의 역할은 종교적인 로마인들에게 반영되었다. 파트리키들은 로마의 새점을 보유함으로써 꽤나 자연스럽게 전능한 신의 지지를 주장할 수 있었고, 플레브스들은 유피테르가 정의의 원천이며, 그들의 대의 명분이 정당하기에 그가 자신들의 편이라 논쟁했다.
플레브스들의 첫 철수는 그들에게 짊어진 막대한 빚에 의한 것이었다. 법률 제도 넥숨 때문에 채무자들은 채권자들의 노예가 되었다. 플레브스들은 빚이 귀족들이 원한 전쟁의 비용 때문에 채무가 불가능하게 되었다고 논쟁했다. 원로원이 전체 빚을 감행해달라는 독재관이자 아우구르인 마니우스 발레리우스 막시무스가 재기한 제안에 응하지 않자, 플레브스들은 아니에네강(안니오강)에 있는 노벤툼 다리를 건너 로마에서 북북동쪽 3마일 거리에 위치한 언덕인 성산 (聖山)으로 올라갔다. 이곳은 바람이 많이 부는 곳이며, 보통 창자 점쟁이 점을 치던 장소였다. 결국에는 원로원이 플레브스들과 협상을 할 수 있는 완전한 권력을 지닌 10명으로 이뤄진 대표단을 보냈으며. 이중에는 메네니우스 아그리파와 마니우스 발레리우스 (Manius Valerius)가 있었다. 다른 문서 자료들과 아우구스투스의 명령으로 만들어져 1688년 아레초에서 출토된 명문에 따르면, 이 산에서 플레브스들을 내려오게 한 이가 발레리우스였다고 하며, 그 후 철수주의자들은 그들이 올라간 언덕을 유피테르의 땅(Jupiter Territor)으로 축성을 하고 언덕 꼭대기에 제단을 지었다. 유피테르의 분노에 대한 두려움은 이 사태를 해결하는데 중요한 요소였다. 성산의 축성은 정상 부분만 언급됐을 것이다. 이 의식에서 아우구르 (마니우스 발레리우스로 추정)와 폰티펙스 (pontifex)의 참여가 요청되었다.
두 번째 철수는 귀족 행정관들과 사케르도스들에 의해 비밀을 유지되던 법률을 기록하기 위해 로마 시민들에게 임명된 데켐비리들의 횡포와 오만한 행위로 인해 발생하였다. 플레브스들의 모든 행정관들과 호민관은 자리에서 사임하였다. 이에 대한 결과로 12표법이 생겼지만, 민간 법률만 다루고 있었다. 플레브스들은 다시 한번 성산으로 올라갔다: 이 행위는 첫 번째 철수를 상기시키는 것 외에도 최고의 신의 보호를 받기 위함이었다. 이 철수는 데벰비리들의 사임과 볼스키인과의 전쟁 중에서 그들의 지휘관을 버리고 알기두스 산 인근 그들의 야영지에서 탈영한 반란 병사들에 대한 사면으로 끝이 났다. 이 사면은 원로원에 의해 부여된 것이고 플레브스들의 새로운 호민관 후보로 여겨지던 폰티펙스 막시무스 (pontifex maximus)인 퀸투스 푸리우스 (Quintus Furius, 리비우스의 버전) 또는 마르쿠스 파피리우스 (Marcus Papirius)가 보장하였으며, 그는 아벤티노 언덕에서 지지자들을 모았다. 권력 공백기 상황에서 폰티펙스 막시무스의 역할은 종교적 배경과 트리부니키아 포테스타스 (tribunicia potestas)적 성격을 바탕으로 엄청난 요소였다.

## 신화와 전설

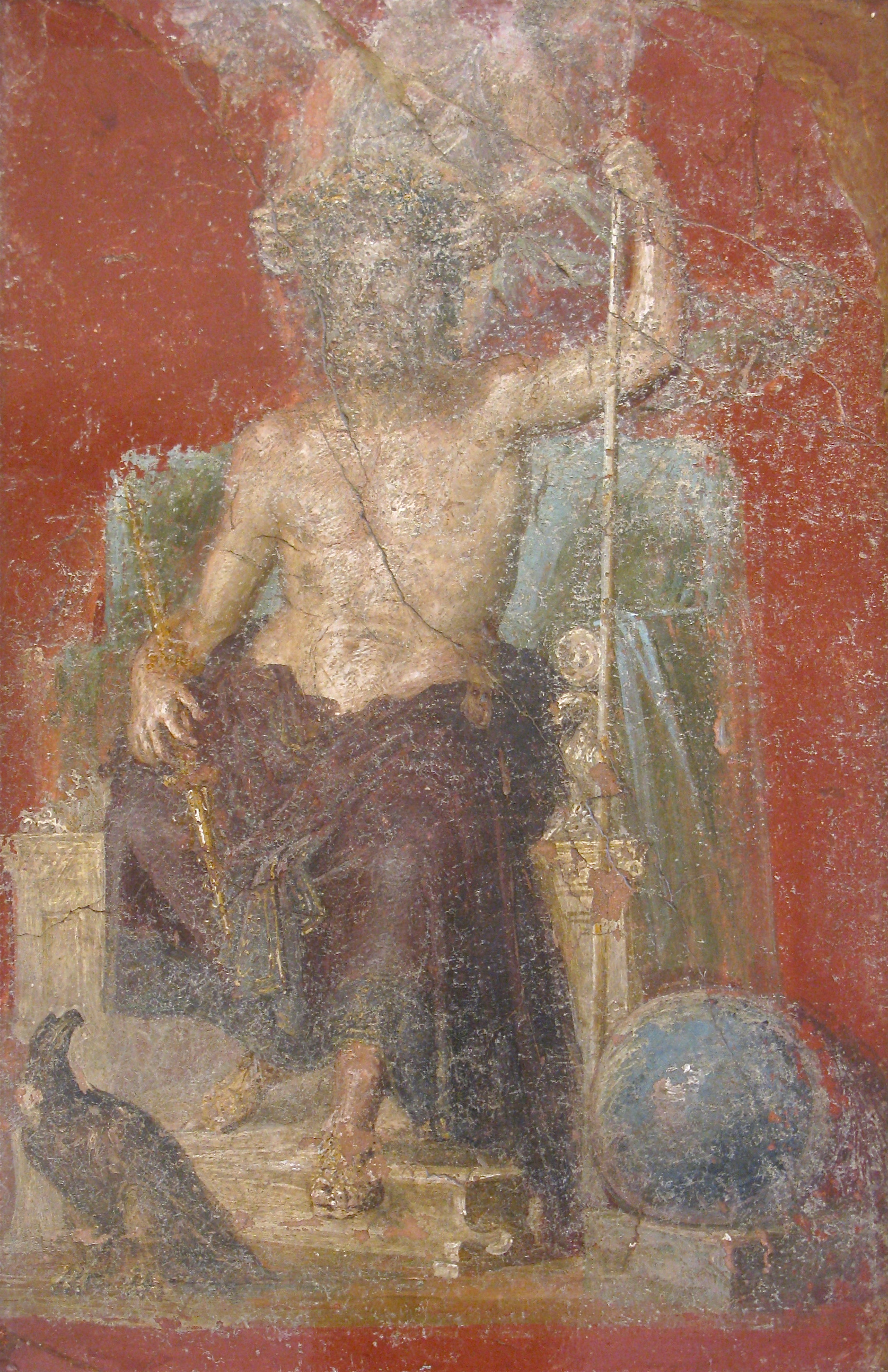
폼페이의 벽화에서 독수리와 지구본과 함께 있는 제우스

학계의 대부분은 초기 시대의 로마가 신화의 양이 부족하거나 로마 신화가 그리스 신화의 영향으로부터 회복 불가능하게 되었다는 입장이다. 로마 문화의 그리스화가 이뤄진 후, 라틴 문화와 도상학은 유피테르의 서술과 묘사를 제우스의 신화로 재해석하였다. 로마의 전설적인 역사에서 유피테르는 로마의 왕과 왕권과 자주 연관되었다.

### 탄생
유피테르는 프라이네스테에 있는 조각상 중 하나인 유노의 쌍둥이 형제로 묘사되어, 포르투나 프리미게니아가 이들을 간호하는 모습으로 묘사된다. 그러나 또한 프라이네스테에서 발견된 명문에서는 포르투나 프리미게니아가 유피테르의 첫 번째 자식이라고 한다. 자클린 샹포 (Jacqueline Champeaux)는 이 모순이 연이어 다른 문화와 종교가 합쳐짐에 따른 결과로 보고 있으며, 그리스 세계에서 온 영향의 파도가 포르투나를 유피테르의 딸로 만들었다. 제우스의 어린 시절은 그리스 종교, 미술, 문학에서 중요 요소이지만, 어린 시절 유피테르의 묘사는 드물고 확실치도 않다.

### 누마
봄 초에 나쁜 날씨로 농작물이 위험에 빠지게 된 시기를 마주친 로마의 왕 누마는 그의 존재를 떠올리며, 신의 조언을 구하는 계획에 의존했다. 그는 술을 먹여 감금시킨 피쿠스, 파우누스 두 신의 도움을 받아 위기를 극복했다. 이 두 신들 (사로잡혔던)은 유피테르를 불렀고, 그는 아벤티노 산에 있는 지상으로 내려와야만 했다 (오비디우스에 따르면 이러한 이유로 유피테르 엘리키우스 [Iuppiter Elicius])라고 불렸다. 누마가 인신공양에 대한 유피테르의 요구를 능숙하게 피한 후, 유피테르는 번개를 피하는 방법을 알기 원하던 그의 요청을 받아들이며, 누마에게 언급한 인신공양에 대한 대체품으로 다음을 요청했다: 양파의 비늘꼴 줄기, 머리카락, 물고기. 추가적으로 유피테르는 다음 날에 해가 뜰 때 누마와 로마인들에게 지배적인 권리를 줄 것이라 약속하였다. 다음 날, 맑은 하늘을 가로 지르는 3개의 번개를 던진 후, 유피테르는 천상에서 방패를 보냈다. 이 방패에는 각이 지지 않았기 때문에, 누마는 앙킬레(ancile)라고 불렀고, 이 방패가 로마의 운명을 지녔기에, 그는 진품을 숨기기 위해 많은 복제품들을 만들었다. 누마는 대장장이 마무리우스 베투리우스에게 복제품을 만들어달라 요청했고, 그렇게 만들어진 복제품들을 살리이에게 주었다. 그의 일에 대한 보답으로 마무리우스는 그의 이름이 살리이들의 마지막 시에서 노래불러지게 해달라고 했다. 플루타르코스는 이 이야기에 살짝 다른 버전을 제시했는데, 이 방패의 신비로운 증여의 원인이 질병 때문이였고 로마의 지배권과는 관련이 없다고 썼다.

### 툴루스 호스틸리우스
툴루스 호스틸리우스는 통치 기간에 종교에 대해서 경멸적인 자세를 가졌다. 그의 기질은 호전적이었고, 종교적인 의식과 경건함을 무시했다. 호라티우스와 쿠리아티이간의 대결로 알바니족을 정복한 후, 툴루스는 알바 롱가를 파괴하고 그곳의 거주민들을 로마로 추방시켰다. 티투스 리비우스가 전하는 이 이야기에서, 추방된 알바니인들이 유피테르의 성소와 연관된 그들의 옛 의식을 무시하였기에 알바니 산에 돌의 비가 내리는 징조 (프로디기움)가 일어났다고 한다. 이 징조들은 더 일어났는데, 알바니인들이 종교 의식을 수행하라는 요청을 하는 목소리가 들렸다고 한다. 전염병이 뒤따랐고 마침내 왕 자신이 아팠다. 이에 대한 결과로, 호전적인 툴루스의 성격이 없어졌고; 그는 종교와 사소하고 미신적인 관행에 의지했다. 마지막으로 그는 누마가 기록한 유피테르 엘리키우스를 불러들이는 종교 의식을 담은 책을 찾아냈다. 그는 의식을 시도했지만, 그는 의식 행위를 잘못 실행하여, 유피테르가 번개를 집어던져 그의 저택을 불태우고 툴루스를 죽였다.

### 루키우스 타르퀴니우스 프리스쿠스
타르퀴니우스가 그의 친종족들인 타르퀴니이인에서 실패한 후, 정치에서 그의 행운을 시험하기 위해 향하고 있었을 때, 원을 돌며 소리를 지르며 날던 독수리 한 마리가 급강하 하여 그의 모자를 빼앗아다가, 다시 모자를 두고 날아갔다. 타르퀴니우스의 아내 타나퀼은 독수리가 하늘에서 날아왔고, 유피테르가 독수리를 보낸 것과 그의 모자 (인간의 가장 중요한 부위인 머리에 위치한 의류)를 건드린 것을 보고 이 징조를 그가 이 새를 기반으로 하여 왕이 될것이라 해석했다.
루키우스 타르퀴니우스 프리스쿠스는 카피톨리움 베투스라는 건물을 지으며, 로마에 카피톨리노 3신을 전파했다. 마크로비우스는 타르퀴니우스가 지닌 사모트라케의 신비로운 믿음에서 이러한 성향이 발생됐다고 썼다.

## 숭배 의식

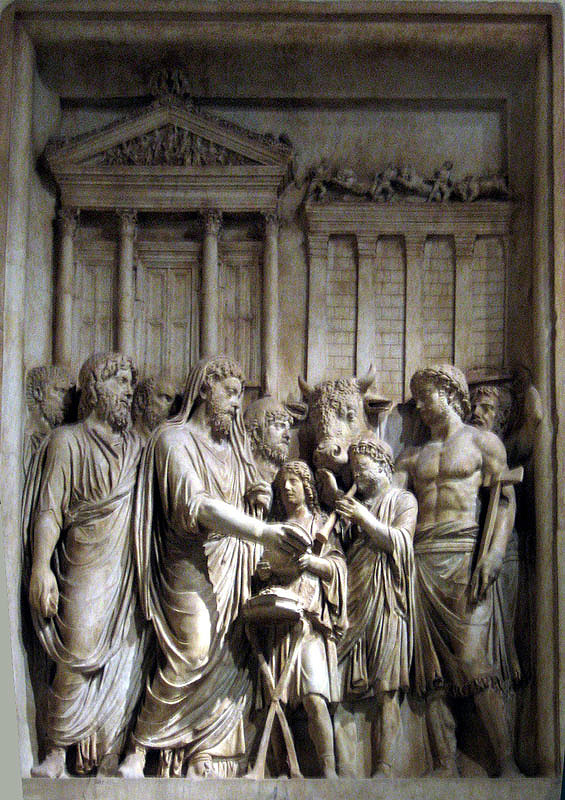
가족들과 함께 마르쿠스 아우렐리우스가 게르마니아의 승리를 거둔 후, 유피테르 카피톨리누스 신전 앞에서 제물을 바치고 있다 (2세기 이후). 카피톨리니 미술관

### 제물
유피테르에게 바쳐진 제물은 (호스티아이)은 소 (거세된 숫소), 양 (이데스, 오비스 이둘리스 때), 거세한 숫양 (1월의 이데스 때)이었다. 이 동물들은 새하얀 것이어야만 했다. 양의 성별에 대한 의문은 아직까지 풀리지 않았다; 그래도 양은 일반적으로는 숫양이었지만, 오래된 축제 개회식에서 플라멘 디알리스들은 제물로 썼다. 이 규칙에는 플라미니카 디알리스들이 눈디나이에서 보여준 것에서는 숫양을 제물로 쓰는등 많은 예외가 있었던 것으로 보인다. 포에니 전쟁 위기 당시에는 유피테르에게 그 해에 태어난 짐승들을 매번 제물로 바쳐졌다.

### 신전

#### 카피톨리노 유피테르 신전
유피테르 옵티무스 막시무스 신전은 로마의 캄피돌리오 언덕에 서있었다. 그곳에서 유피테르는 개인 신으로서 숭배받았고, 유노와 미네르바는 카피톨리움 3신으로서 숭배받았다. 이 건물은 루키우스 타르퀴니우스 프리스쿠스가 짓기 시작한 것으로 추정되며, 마지막 로마의 왕 (루키우스 타르퀴니우스 수페르부스) 시기에 완료되어 로마 공화정 (기원전 509년 9월 13일) 초기에 개관되었다. 유피테르가 전차 기수로 되어있고 콰드리가 형태로 만들어진 4필의 말 조각상이 건물을 뒤덮고 있었다. 거대한 유피테르 조각상이 건물 내에 위치했고; 축제 때에 유피테르 조각상의 얼굴을 붉은 색으로 칠했다. 이 신전 내 (또는 인근)에는 맹세한 서약이 이뤄진다는 유피테르 라피스: 유피테르의 돌이 있었다.
카피톨리노 유피테르 신전은 아마 속주 지역에 위치한 그의 신전들의 건축 모델로 사용되었을 것이다. 하드리아누스가 예루살렘 지역에 아일리아 카피톨리나를 지었을 때, 유피테르의 신전이 파괴된 예루살렘 성전의 터 위에 세워졌다.

### 로마내 다른 신전
유피테르 스타토르 (Iuppiter Stator)에게 헌정된 신전 두 개가 로마에 있었다; 첫 번째는 제3차 삼니움 전쟁 이후 마르쿠스 아틸리우스 레굴루스가 기원전 294년에 짓고 헌정하였다. 팔라티노 언덕으로 향하는 옛 입구인 무고니아 문 (Porta Mugonia) 아래에 있는 노바 가도 (Via Nova)에 위치했었다. 로물루스에게 바쳐졌다는 전설도 있다. 유피테르 숭배가 비문으로 증명되었기에 유피테르의 초기 신전 (파눔)이 이었을 수도 있다. 오비디우스는 그 신전의 봉헌식이 6월 27일에 있었다고 하지만, 원래 날짜나 아우구스투스에 의해 복원된 이후 재봉헌된 날짜는 알려져 있지 않다.

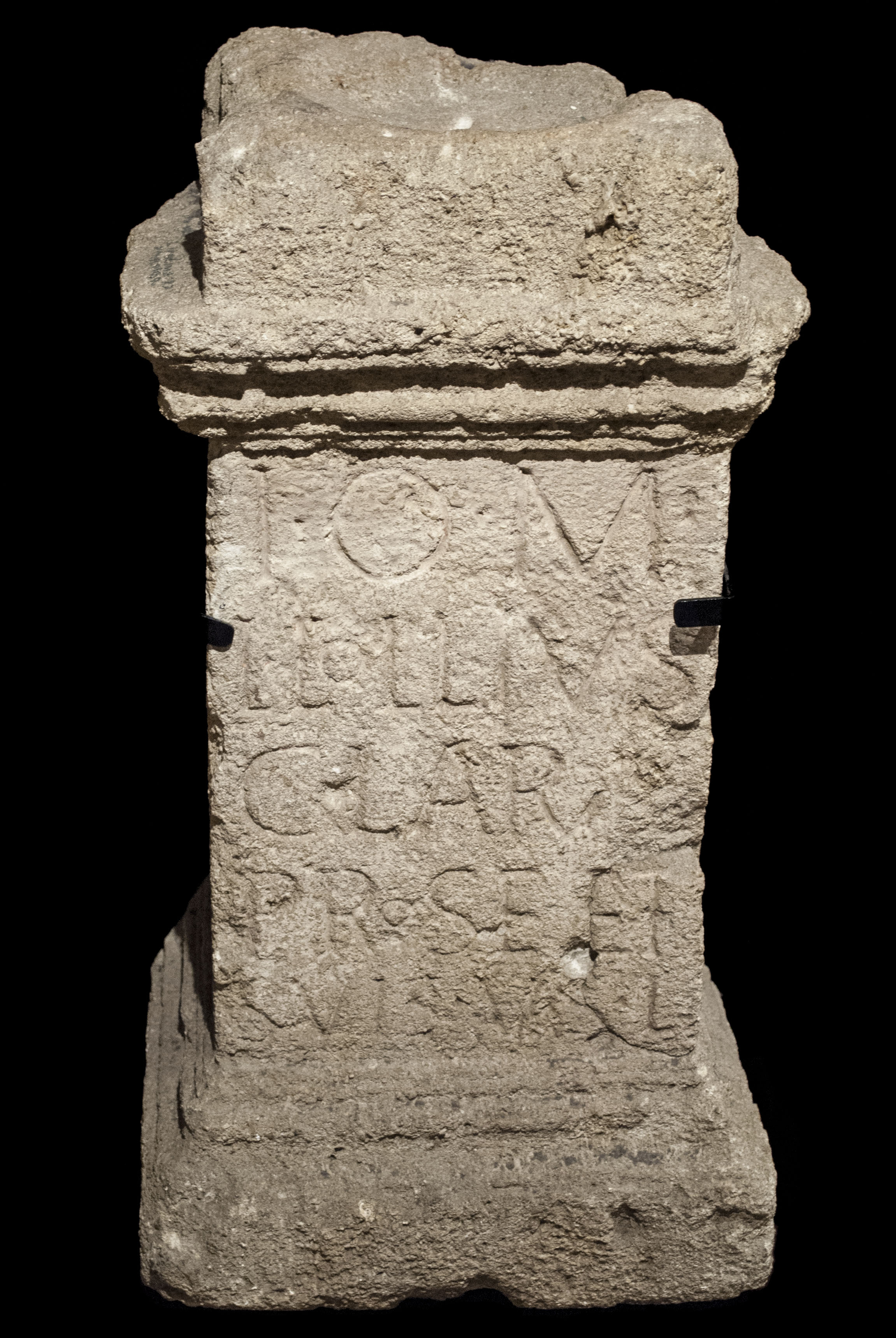
로마 군단 요새의 변두리에 있던 유피테르의 제단, 서기 2–3세기. 비문: "L.롤리누스 클라루스 그 자신과 그의 가족들이 봉납함"

두 번째 유피테르 스타토르 신전은 기원전 146년 키르쿠스 플라미니우스 인근에서 개선식을 한 퀸투스 카이킬루스 메텔루스 마케도니쿠스 (Quintus Caecilus Metellus Macedonicus)가 짓고 헌정하였다. 주랑 현관 (포르티쿠스 옥타비아이)으로 복원된 유노 레기나 신전과 연결됐었다.
유피테르 빅토르 (Iuppiter Victor)는 기원전 295년 삼니움 전쟁 기간 퀸투스 파비우스 막시무스 구르게스가 짓고 헌정했다. 위치는 알려져 있지 않지만, 비문 D]iovei Victore이 발견된 퀴리날리스 언덕이나 Liber Regionum (regio X, aedes Iovis Victoris)에서의 Notitia에 따른 팔라티노 언덕에 있었을 것이라 추정하고 있다. 4월 13일 또는 6월 13일에 헌정되었던 것 같다 (오비디우스의 달력에 따르면 각각 유피테르 빅토르와 유피테르 인빅투스의 날). 제정 시대의 비문들은 팔라티노 언덕에 유피테르 프로푸그나토르 (Iuppiter Propugnator )라는 알려지지 않은 신전이 있었음을 밝혔다.

### 유피테르 라티아리스, 페리아이 라티나이
유피테르 라티아리스 (Iuppiter Latiaris) 숭배 의식은 유피테르에 대한 가장 오래된 숭배 의식이다: 알바 롱가의 패권 하에서 라틴 동맹의 최고 수호자로서 유피테르에 대한 숭배는 알바누스 산 꼭대기 인근에서 먼 옛날부터 행해졌다.
툴루스 호스틸리우스가 알바 롱가를 파괴한 이후 이 숭배 의식은 잊혀졌다. 유피테르는 엄청난 바위 비를 통해 그의 불만을 나타냈다: 로마 원로원이 알아내기 위해 보낸 조사단도 바위 비를 맞딱뜨렸고 알바누스 산의 정상에 있는 숲에서 알바니인들이 그들의 전통에 따른 유피테르에 대한 종교적 행위를 행하기를 요청하는 커다란 목소리를 들었다. 이 사건으로 로마인들은 9일 간의 축제를 벌였다 (눈디나이, nundinae). 그렇더라도 질병이 발생하여: 툴루스 호스틸리우스가 병에 걸리고 마침내 유피테르의 벼락을 맞고 사망함으로써 끝이 나게 되었다. 이 축제는 로마의 마지막 왕 루키우스 타르퀴니우스 수페르부스에 의해 원시적인 의식 형태로 다시 행해졌다.
페리아이 라티나이 또는 라티아르는 고대 라틴족들과 알바니인들의 축제 (panegyris)이다. 이 라틴족들의 고대 종교 전통에는 로마의 헤게모니를 뿌리체 뽑고 그들의 힘을 되찾으려는 목표를 하였다. 본래 숭배 의식은 바뀐 것 없이 계속되었으며, 이는 의식의 일부 옛 특징들로 증명되고 있다: 의식에서 포도주를 배제하고 우유와 치즈를 공물로 바치며, 경기중 하나로서 춤 (몸 흔들기)을 추는 등. 춤은 천국으로 올라가는 가장 오래된 의식 중 하나이며 매우 널리 퍼져 있다. 라티아르에서 춤은 나무에서 이루어졌고 승자는 당연히 가장 많이 흔든 자였다. 이 의식은 알바니인들이 카이레의 왕 메젠티우스에 맞선 전투에서 실종된 라티누스를 기념하기 위해 시작했다고 전해진다: 의식은 지상과 하늘에서 그를 찾는 것을 상징한다. 춤 뿐만 아니라 관례적으로 우유를 마시는 것은 유년기를 기념하고 의식적으로서 유년기로 돌아가는 것으로 고려되고 있다. 의식의 가장 최신 형태에서 로마인들은 로마에서 전래한 소를 제물로 바치는 것을 가져왔고 모든 축제의 참가자들은 이 소고기를 분배받았는데, 이 의식은 카르넴 페테레 (carnem petere)로 알려졌다. 참가자들이 있는 자치구에서는 다른 게임들도 열렸었다. 로마에서 열린 전차 경주 경기 (quadrigae)는 유피테르 신전에서 출발됐다: 승자는 향쑥으로 만든 증류주를 마셨다. 이 경기는 베다 문화권의 의식인 바자뻬야와 비교된다: 그곳 의식에서는 17개의 전차가 경기를 펼치고, 그 경기에서 이겨야만 왕이 마두 (소마) 한 잔을 마시는 걸 허용한다. 축제는 적어도 4일 동안은 계속되었고, 니부어에 따르면 6일 동안이라는 가능성도 있다고 하며, 하루 당 6개의 라틴인과 알바니인들의 데쿠리아이가 참여했다고 한다. 다른 기록들에서는 47개나 53개의 자치구들이 이 축제에 참여했다고 한다 (이 축제에 참여한 곳들의 지명들이 플리니우스의 NH III 69와 할리카르낫소스의 디오니소스의 AR V 61 기록들 사이에 너무 큰 차이가 있다). 라티아르는 로마의 정치 생활에서 중요한 특징이 되었으며, 이들은 페리아이 콩켑티바이로 그들의 날짜는 매년 다양했다: 로마의 집정관들과 고위 행정관들은 국정이 시작하기 잠시 이 행사에 참여할 것이 요구되었으며, 본래는 3월 15일이었다: 페리아이는 일반적으로 4월 초에 열렸다. 로마인들은 페라이아가 끝나기 전에는 전쟁을 벌이지 않았고 만약 페리아이를 도외시하거나 의식을 벌이지 않을 경우, 라티아르를 완전하게 반복적으로 해야만 했다. 제정 시기의 명문에서는 이 축제가 데켐비리 시대로 거슬러 올라간다 기록하였다. 독일의 고전 문헌학자 비소바는 알바누스 산의 신전이 개선식에 대한 분명한 관계를 지닌 유피테르 신전과의 관련성을 언급했다: 기원전 231년 이래로 일부 개선 장군들은 로마에서 제1의 같은 법적 특성을 지닌 유피테르 신전에서 개선식을 벌였다.

## 종교 행사

### 이데스
이데스 (한 달의 중간 지점, 만월)는 그 날에 빛이 밤낮으로 빛 났기 때문에 유피테르를 신성하였다. 일부 (또는 모든) 이데스는 유피테르를 신성시 여기는 페리아이 요비스였다. 이데스에는 하얀 양 (ovis idulis)이 로마의 신성한 길을 따라 카피톨리노의 성체로 이끌려 유피테르의 제물로 바쳐졌다. 유피테르의 두 개의 에풀라 요비스 축제가 이데스 때 옵티무스 막시무스, 빅토르, 인빅투스, 스타토르 (가정)등 그의 신전들에서 열렸다.

### 눈디나이
눈디나이는 매 9일마다 반복되었으며, 달력을 1주일과 비슷한 시장 주기로 나누었다. 장날은 시골 사람들 (파기)에게 도심에서의 판매 기회와 3일마다 공개적으로 게시되는 종교 및 정치 칙령에 대해 통보를 받게 해주었다. 전승에 따르면 이 행사는 로마의 왕 세르비우스 툴리우스가 도입했다고 한다. 유피테르의 고위 성직자 (플라미니카 디알리스)들은 유피테르에게 양을 제물로 바치며 축성을 하였다.

### 축제
공화정 시대 당시에는 로마 역법에 다른 어떤 신들보다 유피테르에게 헌정된 공휴일들이 있었다.

#### 포도 재배와 포도주
포도 재배와 포도주 축제는 포도가 악천후에 특히 취약하기 때문에 유피테르에게 바쳐졌다. 뒤메질은 취하게 하고, 기쁘게 하는 힘을 가진 포도주를 베다 신화의 소마와 유사한 "왕의" 음료로 묘사했다.
세 개의 로마의 축제가 포도 재배와 포도주와 연관되었다.
8월 19일 시골에서 열리는 비날리아 알테라는 수확 전에 포도를 숙성시키기에 좋은 날씨를 달라고 요청했다. 포도가 익었을 때, 양을 유피테르에게 제물로 바쳤고 플라멘 디알리스들은 수확하는 첫 포도를 꺽었다.
10월 11일에 열리는 메디트리날리아는 포도 수확의 끝을 알렸다; 새로운 포도주가 압착되어, 맛을 보고, 발효공정을 위해 오래된 포도주와 섞었다. 파스티 아미테르니니 (Fasti Amiternini)라는 축제도 유피테르에게 해당하는 축제였다. 후기 로마의 사료에는 축제의 명칭을 설명하기 위해 여신인 메디트리나 (Meditrina)를 만들어냈다.
4월 23일에 열리는 비날리아 우르바나에서 새로운 포도주를 유피테르에게 공물로 바쳤다. 다량의 포도주가 카피톨리노 언덕에 위치한 베누스의 신전 인근의 배수로에 부어졌다.

#### 레기푸기움과 포플리푸기움
2월 24일에 열린 레기푸기움 ("왕의 도주")은 유피테르에게 신성한 날인 7월 5일에 열리는 포플리푸기아와의 연관성이 자주 논의되었다. 레기푸기움은 2월 23일에 열린 유피테르 테르미누스 (유피테르의 경계) 축제 다음 날에 열렸다. 후기 로마의 골동품 전문가들은 레기푸기움을 로마의 왕을 축출시키는 걸 기념한 것이라고 잘못 해석하였지만, 이 축제에서의 "왕"은 의식으로 새해 (옛 로마 역법에서는 3월 1일)와 관련한 힘의 부활과 약화시키는 걸 조절했던 렉스 사크로룸이라고 알려진 사제들이라고 알려져 있다. 이 힘의 일시적인 공백 (공위시대로 해석)은 레기푸기움이 열리는 2월 24일과 새해가 다가오는 3월 1일 사이에 발생했고 (달의 주기가 태양의 주기와 일치했다고 여겨지던 때), 겨울의 두 달 동안에 불확실한 변화는 끝이 났다. 일부 학자들은 이 행사때의 전통적인 정치 중요성을 강조한다.
유피테르에게 신성한 날인 포플리푸기아 ("군대의 길")는 그 해의 후반기를 기념했던 것으로 보이며; 율리우스력으로 대체하기 이전에는 매달들을 숫자들로 퀸틸리스 (다섯 번째 달)에서 데켐베르 (10번째 달)까지 이름 붙였다. 포플리푸기아는 성인 남성이 정결 의식을 가지기 위해 모인 "초기 군사 의식"으로, 그들은 의식으로서 로마의 외부 적들을 몰아냈다.

#### 에풀라 요비스
에풀룸 요비스 (epulum Iovis, "요베의 축제")라 불리는 두 개의 축제가 있었다. 하나는 9월 13일에 열리며, 유피테르의 카피톨리움 신전의 설립을 기념하는 날이었다. 또다른 (더 오래되었을 것으로 추정) 축제는 루디 플레베이이의 일부로서, 11월 13일에 열렸다. 기원전 3세기 에풀룸 요비스는 렉티스테르니움가 유사하게 되었다.

#### 루디
로마에서 가장 오래된 경기는 9월과 11월의 두 에풀라 요비스가 하루 지난 뒤 (dies ater "어두운 날"로 여겨졌던 이 날은 전통적으로 비록 nefas는 아니었지만 불행한 날으로 간주되었다)에 열렸다.
루디 마그니 (Ludi Magni)라고 이름 붙여진 9월의 경기는 원래라면 매년 열리는 것을 아니였지만, 시간이 흘러 매년 열리는 루디 로마니 (Ludi Romani)가 되어 카피톨리움 언덕에서 행렬을 가진 후 키르쿠스 막시무스에서 열렸다. 이 경기는 타르퀴니우스 프리스쿠스에게 헌정된 것이며, 카피톨리움 언덕의 유피테르 숭배와 관련이 있다. 로마인들은 이것을 개선식과의 유사함으로 이해했고, 뒤메질은 로마인들이 지닌 공통적인 에트루리아적 기원으로 이것을 설명될 수 있다고 생각했다; 경기를 맡게 된 행정관들은 개선 장군 복장을 했고 폼파 키르켄시스는 개선식 행렬을 닮았다. 비소바와 몸젠은 로마인들이 위의 이유로 이 행사를 개선식의 분리된 일부라고 주장했다 (뒤메질은 이 결론을 받아들이지 않았다).
루디 플레베이 (Ludi Plebei)는 11월 키르쿠스 플라미니우스에서 열렸다. 몸젠은 루디 플레베이의 에풀룸 (epulum, 성찬)이 루디 로마니의 모델이라 주장하였지만, 비보사는 이 가정에 대한 증거가 불충분하다고 여겼다. 루디 플레베이는 기원전 534년에 실시되었다고 여겨진다. 이 행사와 유피테르 숭배 의식의 연관성은 키케로가 증명했다.

#### 라렌탈리아
12월 23일에 열린 이 축제는 아카 라렌티아 (또는 라렌탈리아)를 기리는 주요 의식에 집중된 날이며, 일부 고위 성직자들 (플라멘 퀴리날리스, 폰티프들도 참여했을 것으로 추정)도 참여하였다. 파스티 프라이네스티니는 마크로비우스가 그러길 요비스의 축제라고 하였다. 파렌타티오 (parentatio) 의식이 유피테르 축제인지 혹은 같은 날에 열린 다른 축제인지는 확실치 않다. 비소바는 유피테르와 그의 플라멘들이 사후 세계 또는 죽음의 신들과 연관이 없었기에 이 행사들의 연관성을 부인하였다.

## 명칭과 별칭
라틴어 명칭 Iuppiter는 고 라틴어 호격 *Iou 와 pater ("아버지")에서 기원했으며 고 라틴어 주격 *Ious로 대체되었다. 요베 (Jove)는 고 라틴어 사격의 어간 Iov- 를 기반으로 한 덜 사용되는 영어 형태이다. 언어학 연구 자료들은 *Iou-pater 형태가 인도유럽어 주격 *Dyēu-pəter (의미 "아버지 하늘신"; 주격형태: 디에우스 프테르).에서 형성되었다는 것을 확인하였다.

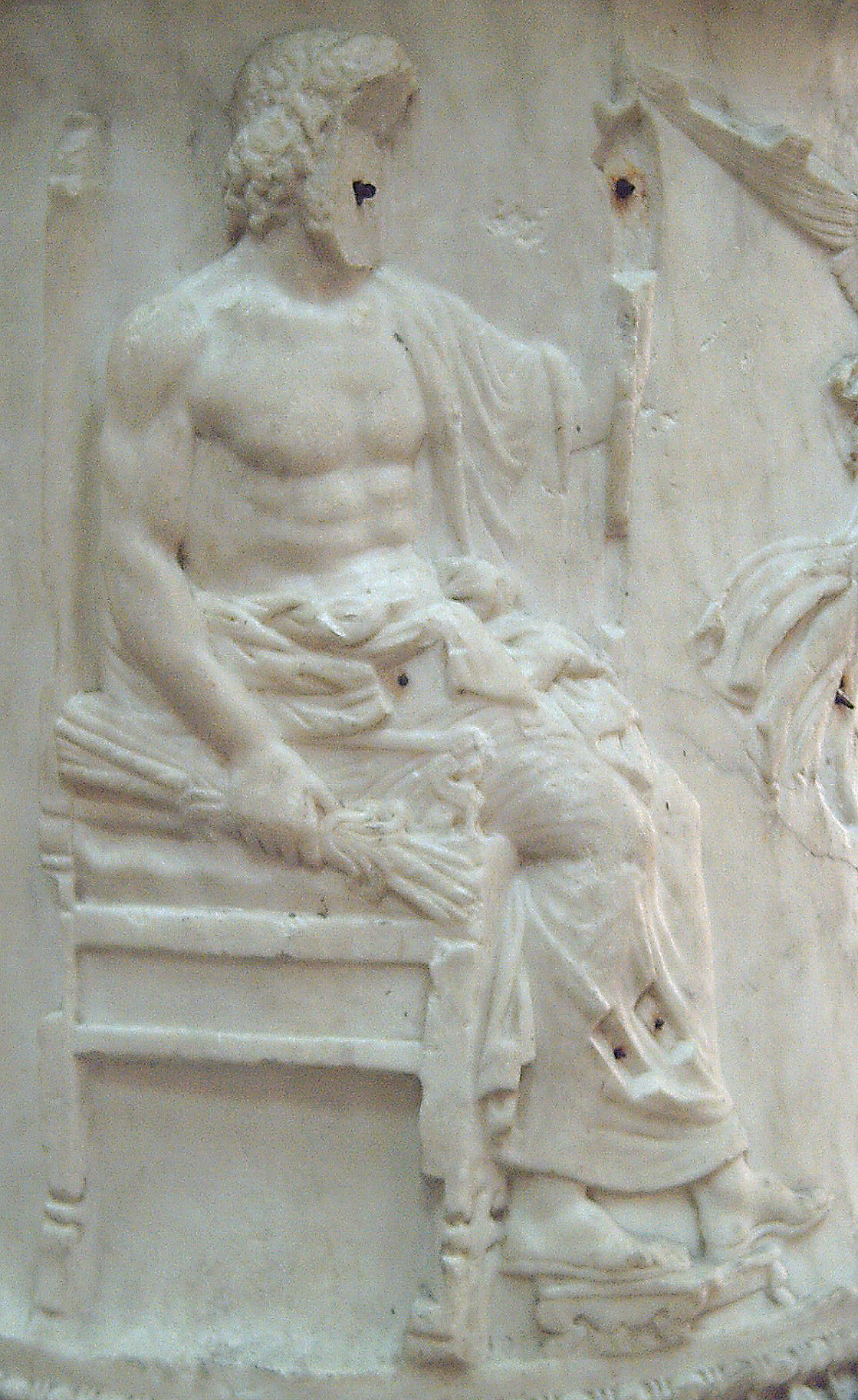
신 아티카 양식의 유피테르 부조 조각, 유피테르 오른손에 천둥을 들고 있다; 몽클로아 푸테알 (서기 2세기 로마), 마드리드 국립 고고학 박물관

로마 내 유피테르의 옛 명칭은 Dieus-pater ("하늘의 아버지"), 그 이후에는 Diéspiter (디에스피테르)였다. 19세기 언어학자 게오르크 비소바는 이 명칭들이 Diovis, Diovis Pater에 개념적 - 언어학적-으로 연결되어 있다고 주장했으며; 그는 fulgur Summanum (밤의 천둥)와 플라멘 디알리스 (Dius, dies에 기반)반대되는 Vedius-Veiove와 fulgur Dium라는 유사한 형태를 비교하였다.

## 같이 보기
- 베르 사크룸

## 참고
1. ↑  19세기에 드레이퍼리, 왕홀, 독수리, 빅토리아가 추가되었다